# Kanton Sète-2
Der Kanton Sète-2 war von 1973 bis 2015 ein französischer Wahlkreis im Arrondissement Montpellier, im Département Hérault und in der früheren Region Languedoc-Roussillon. Vertreter im Generalrat des Départements war zuletzt von 2004 bis 2015 François Liberti. 
Der Kanton bestand aus einem Teil der Stadt Sète. Die Wahlkreisgrenzen wurden zuletzt 2004 verändert. Zuletzt umfasste der Kanton die Stadtteile: 
- Mont Saint Clair
- L’Ile de Thau
- Le Barrou
- Le Pont-Levis
- Les Quilles
- Le Saunier
- Les Plages